# Irene Junquera
Irene Junquera Martín (Madrid, 14 de diciembre de 1985) es una periodista deportiva y presentadora de televisión española.

## Carrera
Es licenciada en Periodismo por la Universidad Complutense. Comenzó su carrera profesional en la redacción de deportes de Punto Radio en 2007 para unirse, un año más tarde, al nacimiento del programa «Punto Pelota» de Intereconomía TV. Colabora en el periódico Mundo Deportivo y con la agencia Dragoon Sportsbrands 2.0, para la que presenta diversos eventos deportivos y publicitarios en Madrid.
El 15 de septiembre de 2008 se estrena «Punto Pelota» en Intereconomía TV, un programa de tertulia deportiva emitido en sus inicios de lunes a jueves de 00:00 a 1:30. Junquera formó parte del equipo de colaboradores del programa como "la voz del espectador", leyendo las opiniones en redes sociales.
Tras su polémica destitución de Intereconomía, Josep Pedrerol alcanzó un acuerdo con Atresmedia para emitir en el canal Nitro un nuevo programa deportivo con todos los colaboradores y el mismo formato de «Punto Pelota». El programa «El Chiringuito de Jugones» se estrenó el 6 de enero de 2014.
Irene Junquera desarrolló la función de "la voz del espectador" hasta el 18 de diciembre de 2015, cuando Pedrerol la propuso como tertuliana, papel que inició el 6 de enero de 2016. Su sustituta como "la voz del espectador" fue Laura Gadea que apenas un año después fue despedida y sustituida por Sandra Díaz Arcas. En marzo de 2017 se despidió de la audiencia del Chiringuito en un programa especial, tras casi una década ligada al equipo del programa, terminando por abandonarlo.
Desde abril de 2015 hasta marzo de 2017, Junquera ha colaborado en el programa «Zapeando» de La Sexta, presentado por Frank Blanco. Desde el 20 de septiembre de 2016 hasta abril de 2017 ha presentado junto a Frank Blanco el programa de radio «Vamos tarde», en Europa FM. El 7 de enero de 2016 fichó para el programa «Las Mañanas KISS» en Kiss FM, presentado también por Frank Blanco.
En marzo de 2017, Irene ficha por Mediaset España para copresentar «All you need is love... o no» junto a Risto Mejide en Telecinco. En febrero de 2019 estrena junto a Nacho García el programa de zapeo «Safari: a la caza de la tele» en Factoría de Ficción.
En septiembre de 2019, entró en la casa de Gran Hermano VIP como concursante de la séptima edición. En la Gala 7 fue expulsada con el 76,2% de los votos.
En julio de 2025 volvió a Zapeando tras ocho años.

## Trayectoria

### Programas de televisión
| Año                      | Programa                     | Cadena                         | Notas                             |
| ------------------------ | ---------------------------- | ------------------------------ | --------------------------------- |
| 2007                     | Adivina Quién                | Antena 3                       | Presentadora                      |
| 2008-2013                | Punto pelota                 | Intereconomía TV               | Colaboradora                      |
| 2014-2017                | El chiringuito de Jugones    | Nitro / La Sexta / Neox / Mega | Colaboradora                      |
| 2015-2017; 2025-presente | Zapeando                     | La Sexta                       | Colaboradora                      |
| 2015                     | Guasabi                      | Cuatro                         | Colaboradora                      |
| 2015                     | Zapeando                     | La Sexta                       | Presentadora sustituta            |
| 2016-2017                | Campanadas de fin de año     | La Sexta                       | Presentadora junto a Frank Blanco |
| 2017                     | All you need is love... o no | Telecinco                      | Colaboradora                      |
| 2017                     | Supervivientes: El Debate    | Telecinco                      | Colaboradora                      |
| 2017-2018                | Los lunes al Gol             | Gol                            | Colaboradora                      |
| 2018-2024                | El golazo de Gol             | Gol                            | Colaboradora                      |
| 2018                     | Amigas y conocidas           | La 1                           | Colaboradora                      |
| 2019-presente            | El Rondo                     | Teledeporte                    | Colaboradora                      |
| 2019                     | Safari, a la caza de la tele | FDF                            | Presentadora                      |
| 2019                     | Está pasando                 | Telemadrid                     | Colaboradora                      |
| 2019                     | Niquelao!                    | Netflix                        | Jueza invitada                    |
| 2020-presente            | El desmarque de Cuatro       | Cuatro                         | Colaboradora                      |
| 2023                     | Pasapalabra                  | Antena 3                       | Invitada                          |
| 2023                     | El Conquistador: El Debate   | La 1                           | Colaboradora                      |
| 2024-presente            | After Kings League           | Kings League & Queens League   | Colaboradora                      |
| 2025                     | Caiga quien caiga            | Telecinco                      | Reportera                         |
| 2025                     | 99 to beat                   | Antena 3                       | Copresentadora                    |

#### Como concursante
| Año  | Programa                    | Cadena    | Notas         |
| ---- | --------------------------- | --------- | ------------- |
| 2017 | Ninja Warrior               | Antena 3  | 1 programa    |
| 2019 | Adivina qué hago esta noche | Cuatro    | 1 programa    |
| 2019 | Gran Hermano VIP            | Telecinco | 5.ª expulsada |
| 2020 | El cazador                  | La 1      | 1 programa    |

#### Programas de radio
- No te cortes en Los 40 Principales  (2014–2015): colaboradora.
- Las mañanas Kiss en Kiss FM (2016): copresentadora
- Vamos tarde en Europa FM (2016-2017): copresentadora
- Esto no es lo que era en Podimo (2021-¿?): copresentadora
- Marca Gaming Show en Radio Marca (2021-¿?): colaboradora.
- La Tribu en Radio Marca (2021-¿?): colaboradora.